# Szécsudvar
Szécsudvar (1899-ig Techna, szlovákul: Dvorianky) község Szlovákiában, a Kassai kerület Tőketerebesi járásában.

## Fekvése
Gálszécstől 6 km-re északkeletre, a Trnavka-patak partján található.

## Története
Területe régóta lakott, határában bronzkori maradványokra bukkantak.
A mai települést 1314-ben „Vdwarnuk” néven említik először, más forrás szerint már IV. Béla király 1245-ben kelt adománylevele említi. Az azóta elpusztult Purustyán várának uradalmához tartozott. Első lakói – amint azt a neve is mutatja – királyi szolgálatban állt udvarnokok voltak. 1355-ben már két faluból (Kis- és Nagytechna) állt. A 15. század közepén a Széchy család birtoka, majd 1487-ben a Tarczay családé. A 18. században a Molnár család tulajdonában találjuk. 1715-ben 4 lakott és 4 lakatlan ház állt a településen. 1787-ben 55 házában 435 lakos élt.
A 18. század végén Vályi András így ír róla: „TEHNA. Dvoranki. Tót falu Zemplén Várm. földes Urai Gr. Barkóczy, ’s több Uraságok, lakosai katolikusok, ó hitűek, és evangelikusok, fekszik Tussához 1/2 órányira; határja 3 nyomásbéli, gabonát, és zabot terem, erdeje, szőleje nints.”
Görögkatolikus egyháza a 18. század óta áll, a 19. században egyházi iskolája működött. A 19. századtól az Andrássyak birtoka. 1828-ban 56 háza és 433 lakosa volt. Lakói részt vettek az 1831-es kolerajárványt követő parasztlázadásban. Mezőgazdasággal, állattartással, vászonszövéssel foglalkoztak.
Fényes Elek 1851-ben kiadott geográfiai szótárában így ír a faluról: „Tehna, orosz-tót falu, Zemplén vmegyében, Parnó fil. 114 romai, 269 g. kath., 33 evang., 11 ref., 13 zsidó lak. Gör. anyaszentegyház, 492 hold szántóföld. Erdő. F. u. gr. Barkóczy. Ut. p. Vecse.”
Borovszky Samu monográfiasorozatának Zemplén vármegyét tárgyaló része szerint: „Szécsudvar, azelőtt Techna. Tapolyvölgyi tót kisközség 121 házzal és 496 lakossal, kiknek nagyobb része gör. kath. vallású. Postája, távírója és vasúti állomása Parnó. Hajdan Purustyán-vár tartozéka volt. Nevét az idők folyamán különféle változatokban írják, ú. m.: Thena, Thegna, Thetna és Tehna. Nagytechnának is nevezték. A XV. század közepén a Széchiek a földesurai, kik 1487-ben a Tárczaiaknak adják zálogba. Ez időtájt a Csapyak is birtokosai voltak. 145-ben a Sztritheieket, 1561-ben Nagymihályi Györgyöt iktatják részeibe. 1581-ben a Csapyak újabb részeket kapnak. 1592-ben Drugeth Györgyné szül. Dóczy Fruzsina is birtokosa. Az 1598-iki összeírás csak két birtokosát említi: Soós Istvánt és Szürthey Miklós özvegyét. 1629-ben ismét a Csapyakat iktatják némely részekbe. 1674-ben Barkóczy István s 1692-ben Pethő Zsuzsánna szerepelnek s 1755-ben a Barkóczyakkal együtt a Bocskayak is. Most gróf Andrássy Gézának van itt nagyobb birtoka. A XVII. századbeli pestisjárvány ezt a falut sem kerülte el. Gör.-kath. temploma 1830 körül épült. Ide tartozik Barkóczy-major.”
1920-ig Zemplén vármegye Gálszécsi járásához tartozott.

## Népessége
| Év:            | 1994. | 2004.   | 2014.   | 2024.   |
| -------------- | ----- | ------- | ------- | ------- |
| Emberek száma: | 633   | 614     | 611     | 672     |
| Eltérés:       |       | -3,00 % | -0,48 % | +9,98 % |

| Év:            | 2023. | 2024.   |
| -------------- | ----- | ------- |
| Emberek száma: | 664   | 672     |
| Eltérés:       |       | +1,20 % |

1910-ben 476, túlnyomórészt szlovák lakosa volt.
2001-ben 630 lakosából 628 szlovák volt.
2011-ben 591 lakosából 558 szlovák.

## Nevezetességei
Görögkatolikus temploma 1937-ben épült historizáló stílusban.